# Butterworth Tankwaschsystem

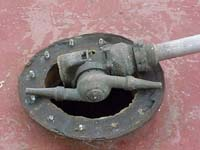
Ein Butterworth-Düsenkopf

Das Butterworth Tankwaschsystem (engl. Butterworth tank cleaning system) ist eine seit den 1920er Jahren angewendete Methode zur automatisierten Reinigung und Herbeiführung eines "gasfreien" Zustands von Öltanks. Das auch als Butterworth Tankwaschgerät oder Butterworth Maschine bezeichnete System hat sich seit seiner Einführung so nachhaltig in der Tankschifffahrt durchgesetzt, dass es dort, obgleich heute eine Reihe anderer Unternehmen vergleichbare Systeme anbieten, zu einem Gattungsnamen für diese Art der  Tankreinigung geworden ist.

## Technik
Ein Butterworth Tankwaschgerät besteht im Prinzip aus zwei vertikal und horizontal drehenden Düsen, teilweise werden auch Ausführungen mit zwei Paaren von Düsen benutzt. Sie werden an einer zuführenden Wasserleitung in den zu reinigenden Tank hinabgelassen. In der Regel wird für die Grobreinigung kaltes Seewasser verwendet, für eine gute Reinigung wird das Seewasser im 2. Reinigungsschritt mit Dampf erhitzt. Das Seewasser mit den Ölresten wird in einen besonderen Tank (Setztank) zurückgepumpt. Hier trennt sich das Öl vom Wasser und sammelt sich an der Oberfläche. Im Reinigungsbetrieb erreichen die heißen oder kalten Hochdruckwasserstrahlen durch die langsam rotierenden Düsen alle Tankflächen, wie Wände, Schotten, Decken und Böden, sowie die Inneneinbauten, wie Spanten, Stringer, Träger, Leitungen oder Treppen.

## Geschichte
In der Tankschifffahrt werden zwischen zwei Ladereisen üblicherweise die Ladetanks gewaschen. Bis zur Einführung eines automatisierten Tankwaschsystems wurden Tanks zunächst mit heißem Dampf beaufschlagt, um die Ladungsreste zu lösen und daraufhin von der Besatzung mit Heißwasser ausgespült.  Arthur B. Butterworth entwickelte ein Tankwaschgerät, um diese  anstrengende, vor allem aber gefährliche Arbeit durch ein automatisiertes Tankreinigungssystem überflüssig zu machen. Das System wurde 1920 erstmals patentiert und fünf Jahre darauf erstmals mit einem neugegründeten Unternehmen Butterworth System Inc. vermarktet. Die Tankwaschgeräte wurden dabei über ein weltweites Kundendienstnetz vermietet. Schon 1930 wurde das Unternehmen an die Standard Oil (Exxon Corporation) in New Jersey veräußert. Bis 1986 verblieb Butterworth ein Tochterunternehmen von Exxon, um dann im Zuge eines Restrukturierungsprogramm in die Hände des Butterworth-Managements verkauft zu werden. Heute firmiert das Unternehmen als Butterworth, Inc.